# Główny Zarząd Wojsk Kozackich
Główny Zarząd Wojsk Kozackich (niem. Hauptverwaltung der Kosakenheere) – najwyższy organ administracyjny przy władzach III Rzeszy nad kolaboracyjnymi formacjami kozackimi w służbie armii niemieckiej istniejący pod koniec II wojny światowej
Główny Zarząd Wojsk Kozackich powstał 30 marca 1944 r. w Berlinie rozkazem Generała Formacji Wschodnich przy Dowództwie Wojsk Lądowych (OKH) gen. Ernsta Köstringa. Na jego czele stanął b. generał carski ataman Piotr N. Krasnow. Jego zastępcami zostali płk W. I. Zimin i wojskowy starszyna M. M. Rotow. Funkcję szefa sztabu pełnił gen. Siemion N. Krasnow, będący też oficerem do specjalnych poruczeń. W skład Zarządu weszli ponadto gen. Andriej G. Szkuro, jako dowódca kozackich wojsk tyłowych i rezerwowych, płk W. I. Łukianienko, płk Siergiej W. Pawłow, dowódca tzw. Kozackiego Stanu, gen. Jewgienij I. Bałabin, płk S. N. Gusiew, esauł R. A. Kuzniecow, sotnik Piotr W. Gusiew, redaktor pisma "На Казачьем посту", gen. Wiaczesław G. Naumienko, gen. Szelest, płk Nikołaj L. Kułakow, płk N. W. Doniec, płk Prikaźczikow, esauł W. Donskow, podesauł A. A. Gołubincew, chorąży Gieorgij K. Awiłow, chorąży Anisimow, prof. Minajew, Nikołaj A. Gimpel, przedstawiciel cerkwi prawosławnej, E. E. Radtke.
Zadaniem Zarządu był nadzór nad wszystkimi kolaboracyjnymi formacjami wojskowymi złożonymi z Kozaków w służbie armii niemieckiej. 2 sierpnia 1944 r. Zarząd został przekształcony w Kozackie Przedstawicielstwo, ale wskutek odmowy gen. P. N. Krasnowa, który nie przyjął propozycji stanięcia na jego czele, już 29 sierpnia cofnięto te zmiany. Na pocz. lutego 1945 r. członkowie Zarządu ewakuowali się z Berlina do północnych Włoch, gdzie działał tzw. Kozacki Stan. Na pocz. maja 1945 r. wszyscy Kozacy poddali się Brytyjczykom, którzy wkrótce wydali ich Sowietom, w tym gen. P. N. Krasnowa i kilku innych członków Zarządu.